# Parkway

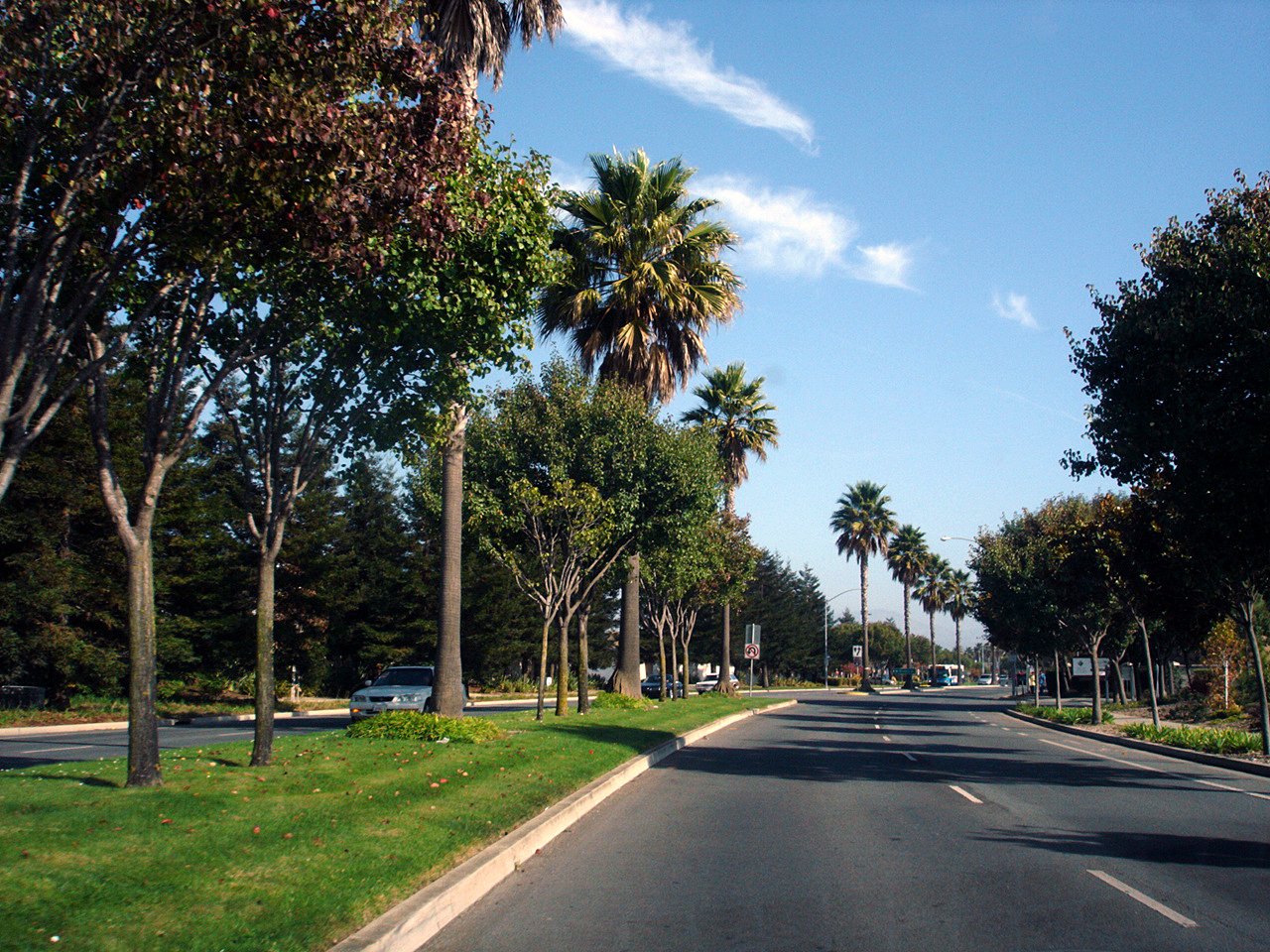
Harden Parkway in Salinas

In den Vereinigten Staaten steht der Begriff Parkway für:
1. Einen Straßentyp
  1. Eine breit angelegte Straße, auf der LKW und andere schwere Fahrzeuge verboten sind.[1]
  2. Eine Straße durch einen Park: Eine Straße die Parks verbindet.[1]
  3. Eine autobahnähnliche Straße,  die über das Gelände eines öffentlichen Parks verläuft und auf der deshalb schwere Fahrzeuge verboten sind.[1]
2. Einen Landstreifen zwischen einer Durchgangsstraße und deren Bürgersteig oder auf dem Mittelstreifen einer Durchgangsstraße.[1]

Seit dem späten 20. Jahrhundert haben viele Orte Busse, Taxis und Mietwagen in die Liste der zugelassenen Fahrzeuge aufgenommen, um den öffentlichen Nahverkehr zu fördern. Durch diese Änderung wurde der Unterschied zwischen Parkway und Freeways aufgeweicht.

## Geschichte

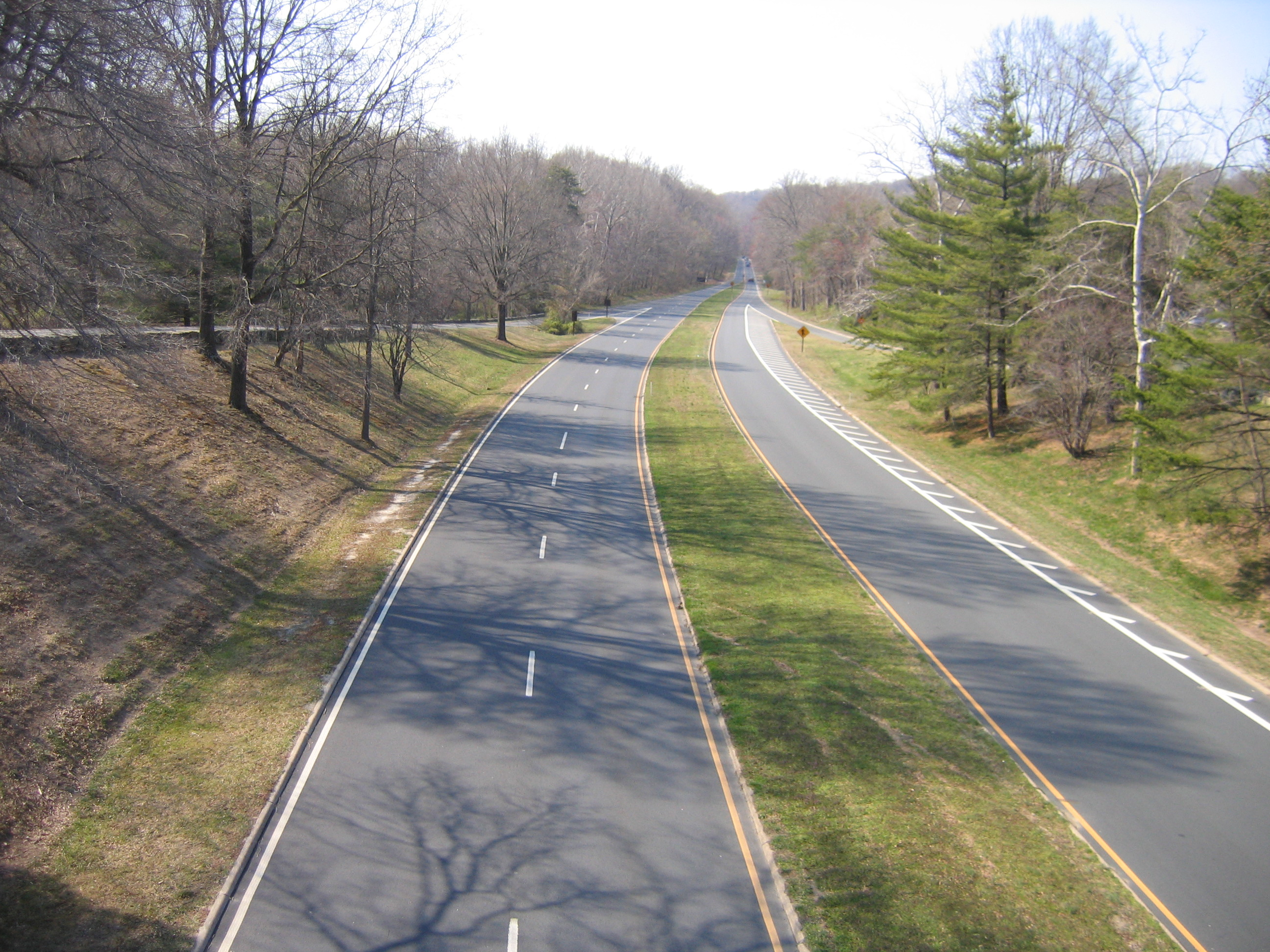
Clara Barton Parkway in Maryland

Im Verlauf der Jahre wurden viele verschiedene Arten von Straßen als Parkway bezeichnet. Die ersten Parkways in Amerika wurden im 19. Jahrhundert von Frederick Law Olmsted als getrennte Straßen für Fußgänger, Radfahrer, Reiter und Kutschen angelegt. Die bekanntesten sind der Eastern Parkway und der Ocean Parkway in Brooklyn. Straßen wie die Commonwealth Avenue in Boston und der Bidwell Parkway und der Lincoln Parkway in Buffalo (New York) haben breite, getrennte Fahrbahnen und einen großen, landschaftlich gestalteten Mittelstreifen. Diese älteren Parkways dienen häufig als Zufahrt zu einem großen Stadtpark, wie z. B. dem Boston Common in Boston oder dem Delaware Park in Buffalo. Sie sind mit Häusern gesäumt. Einige haben getrennte Spuren für den Schnellverkehr und den Stadtverkehr, das ist aber nicht immer der Fall.
Während des frühen 20. Jahrhunderts wurde der Begriff um Autobahnen für Ausflugsfahrten erweitert. Die neuen Parkways ermöglichten die Zufahrt zu Ausflugszielen ohne Behinderung durch Fußgänger oder langsame Fahrzeuge. Diese Parkways sorgten für eine stärkere Bebauung der Außenbezirke, wodurch schließlich deren Wert als Naherholungsgebiete eingeschränkt wurde.
Aus einigen dieser Parkways wurden lokale Hauptstraßen oder landesübergreifende Autobahnen, trotzdem behielten sie die Bezeichnung Parkway. Diese Parkways wurden hauptsächlich für den Durchgangsverkehr gebaut und sind üblicherweise als Freeway oder als  mautpflichtiger Highway eingestuft.
Historisch wurde der Begriff „Parkway“ oft mit einer Straße mit einem naturalistischen oder gepflegten landschaftlich gestalteten Mittelstreifen verbunden, deren umliegende Bereiche zu einer gemütlichen Fahrweise verführen sollten, frei von Kommerz und Werbung, auch wenn die Strecke durch besiedelte Gebiete führte. Aus diesem Grund war sie auch für den gewerblichen Verkehr gesperrt.

Das Parkway-System war ein Vorläufer von Fernstraßensystemen, wie z. B. den deutschen Autobahnen und den amerikanischen Interstate Highways.

### Die Anfänge: New York City

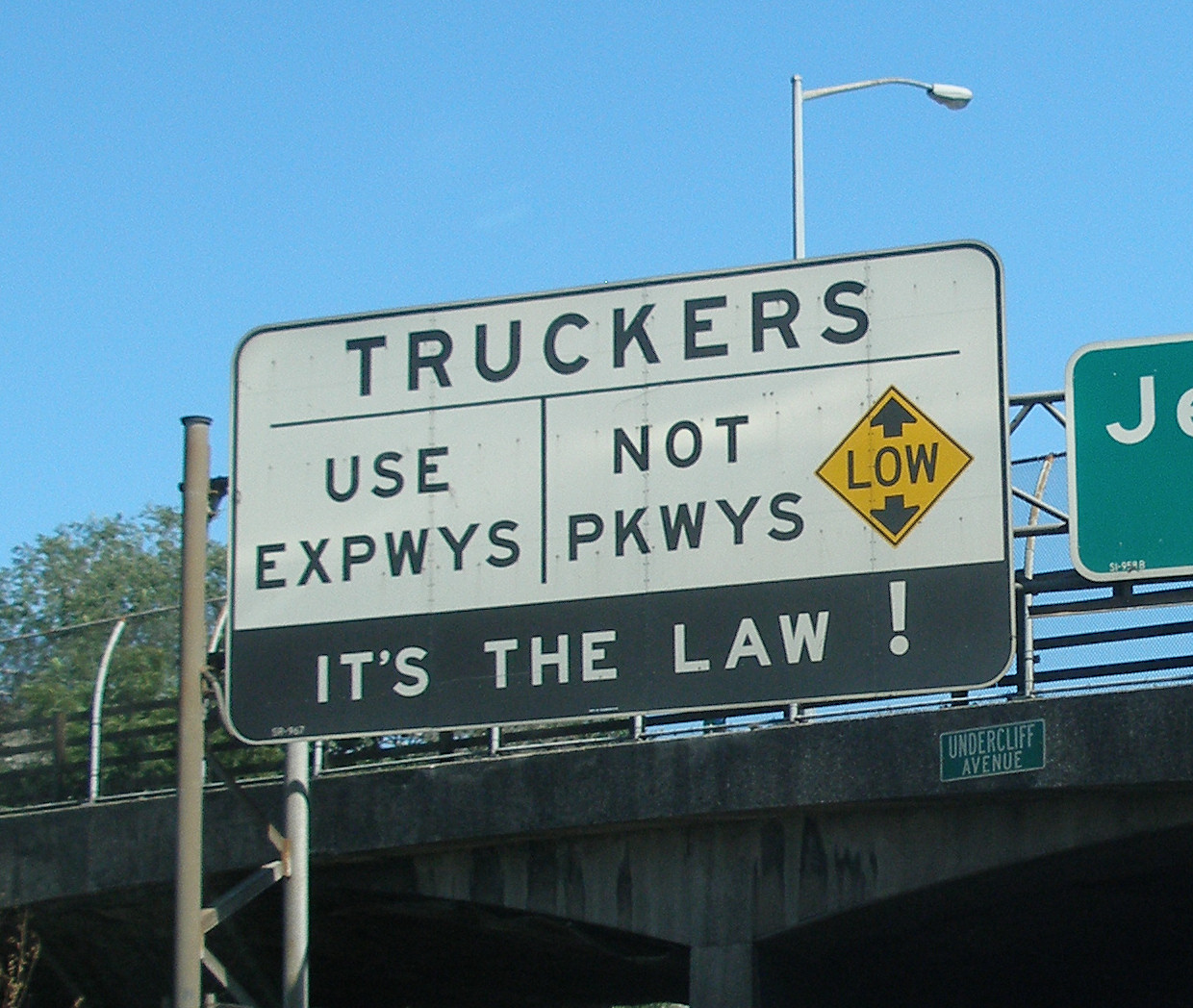
Hinweisschild für LKW-Fahrer in New York City.

Der Begriff „Parkway“ als Straßentyp wurde von den Planern des New Yorker Central Parks, Calvert Vaux und Frederick Law Olmsted, als Verbindungsstraße zwischen der Innenstadt und den Parkanlagen in den Vororten geprägt.  Der Eastern Parkway und der Ocean Parkway wurden in dieser Zeit gebaut. Kurze Zeit später wurden ähnliche Parkways in und um Boston als Bestandteil eines umfangreichen Park- und Straßensystems angelegt. Zu Beginn des 20. Jahrhunderts wurden im Bereich New York City Parkways gebaut, die vom Aussehen und Ausstattung den späteren Freeways schon sehr nahe kamen. Die Arbeiten am Bronx River Parkway begannen 1907, und die am Long Island Motor Parkway (auch als Vanderbilt Parkway bekannt) starteten 1906. In den 1920er Jahren wurde das Parkwaysystem rund um New York City unter der Führung von Robert Moses, dem Präsidenten der Long Island State Park Commission, stark ausgebaut. Moses sah in den Parkways eine gute Möglichkeit, der Bevölkerung der überfüllten Städte den Zugang zu den unerschlossenen Gebieten zu bieten.
Einer der berühmtesten Parkways im New York Area ist der Merritt Parkway in Fairfield County (Connecticut), der in den 1930ern eröffnet wurde. So wie diese Straße durch die Wälder von Süd-Connecticut verläuft, ist sie ein Beispiel für die Parkway-Ästhetik, jede Brücke des Parkways ist einzigartig und unterstreicht die Schönheit dieses Parkways. Ein anderes Beispiel in New York City ist der Sprain Brook Parkway, der nicht nur die Reisende in nördlicher Richtung aus der Bronx führt. Er geht in den Taconic State Parkway über und verbindet die Metropolregion mit Albany im Bundesstaat New York. Der Saw Mill River Parkway verbindet Yonkers und die Bronx, wo er in den Henry Hudson Parkway übergeht.

### Vereinigte Staaten

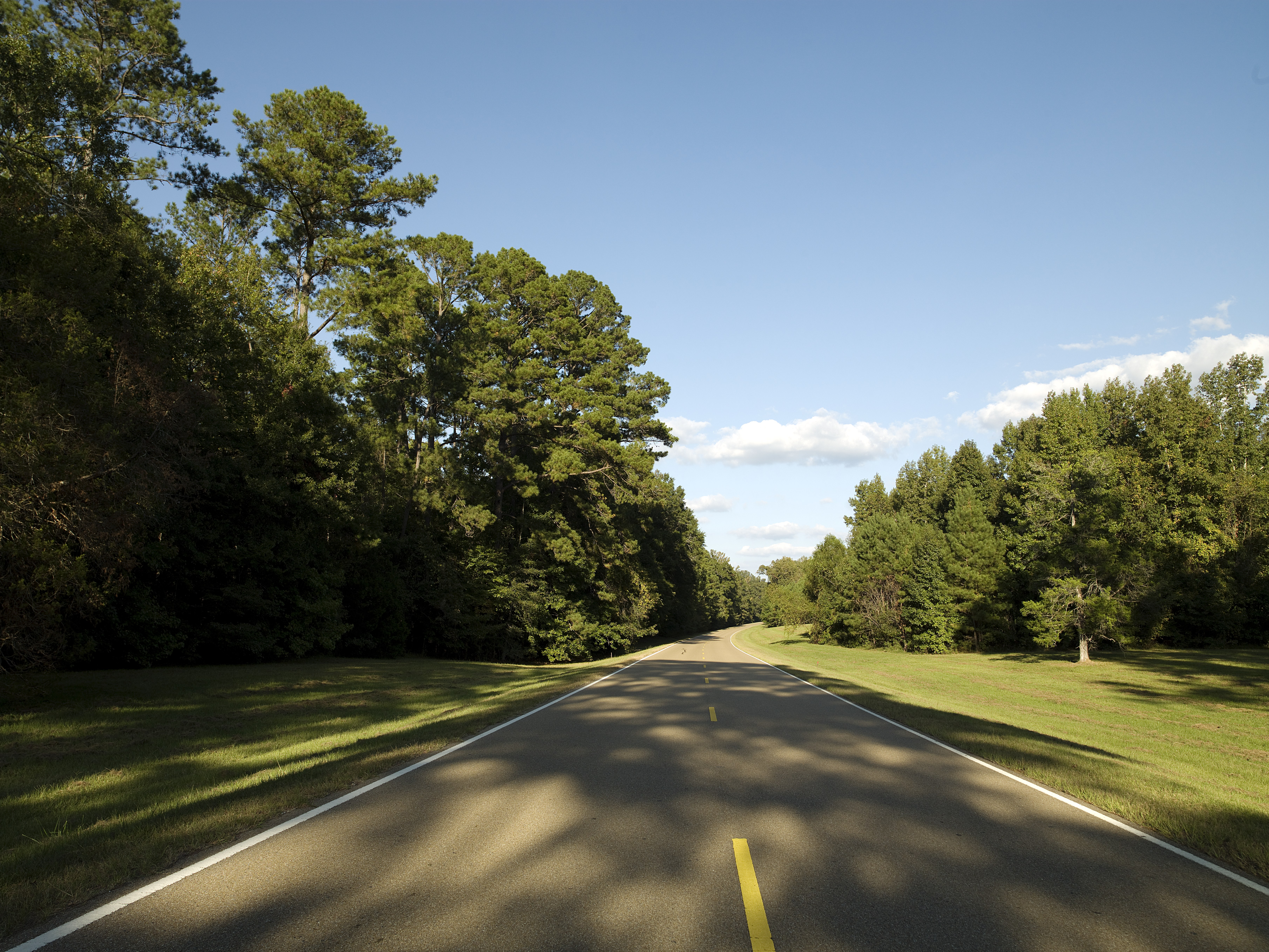
Natchez Trace Parkway

Am Anfang des 20. Jahrhunderts entwarf der Landschaftsarchitekt George Kessler umfassende Parkwaysysteme für Kansas City (Missouri), Memphis (Tennessee) und andere Städte.
In den 1930er Jahren übernahm die Bundesregierung das Konzept des Parkway und baute mehrere Panoramastraßen unter der Bezeichnung National Parkway für Ausflugsfahrten. Auf diesen zweispurigen Parkways sind normalerweise relativ niedrige Geschwindigkeiten vorgeschrieben. Diese National Parkways werden vom National Park Service betrieben.  Beispiele hierfür sind der teilweise vom Civilian Conservation Corps gebaute Blue Ridge Parkway / Skyline Drive in North Carolina und Virginia, der Natchez Trace Parkway in Mississippi, Alabama und Tennessee und der Colonial Parkway im östlichen „Historischen Dreieck“ in Virginia. Eine Reihe weiterer Parkways wurde in dieser Zeit geplant, aber nicht gebaut. Aus dieser Zeit stammen auch der George Washington Memorial Parkway und der Clara Barton Parkway, entlang des Potomac River in der Nähe von Washington, D.C., die eher der älteren Form entsprechen und heute Ausfallstraßen für die Pendler von und nach Washington sind.

## Parkways in der Neuzeit
In Kentucky sind Parkways mautpflichtige Autobahnen. In den 1960er und 1970er Jahren wurden neun Parkways gebaut. Ein Gesetz in Kentucky verlangt, dass die Parkways in Freeways umgewandelt werden müssen, wenn die Baukosten durch die Mauteinnahmen gedeckt sind. Seit 2006 sind nun alle neun Straßen Freeways, haben aber die Bezeichnung Parkway behalten.
Der Arroyo Seco Parkway von Pasadena nach Los Angeles, aus dem Jahr 1940, wurde das erste Segment des großen südkalifornischen Freeway-System. Es heißt jetzt Pasadena Freeway und ist Teil des Interstate 110.
Im Großraum New York sind Parkways in der Regel, aber nicht immer, Autobahnen für den nicht-gewerblichen Verkehr, LKW und Sattelzüge dürfen diese Straßen nicht befahren.
In New Jersey ist ebenso der Garden State Parkway nördlich der New Jersey State Route 18 dem nicht-gewerblichen Verkehr vorbehalten. Trotzdem ist es die am stärksten befahrene Mautstraße in den Vereinigten Staaten. Er verbindet den nordöstlichen Ballungsraum New Jerseys mit dem Umland, einschließlich Atlantic City.
Im Raum Pittsburgh werden die zwei der wichtigsten Interstates informell als Parkways bezeichnet. Der Parkway East, (eigentlich Penn-Lincoln Parkway), offiziell Interstate 376, verbindet die Innenstadt von Pittsburgh mit Monroeville. Der Parkway West, offiziell ebenso Interstate 376 und U.S. Highway 22/30, führen von der Innenstadt zum Pittsburgh International Airport. Der Parkway North, offiziell Interstate 279, verbindet Pittsburgh mit Franklin Park.
In Minneapolis umfasst der Grand Rounds Scenic Byway 80 km als Parkway bezeichnete Straßen. Hierbei handelt es sich aber nicht um Autobahnen, da auf ihnen eine Geschwindigkeitsbegrenzung von 25 Meilen pro Stunde gilt und es Fußgängerüberwege und Kreuzungen gibt.

## In Kanada
Auch in Kanada werden einige Straßen als Parkway bezeichnet. Einige dieser Straßen in der Hauptstadtregion werden von der National Capital Commission verwaltet und unterliegen Nutzungsbeschränkungen, ähnlich wie in den USA. Bei anderen Straßen mit dieser bezeichnung handelt es sich um reguläre Schnellstraßen oder Autobahnen, oder sie erschließen Nationalparks.
- Colonel By Drive (Ottawa)
- Prince of Wales Drive (Ottawa)
- Conestoga Parkway (Kitchener)
- Don Valley Parkway in Toronto
- Hanlon Parkway in Guelph
- Icefields Parkway in Alberta
- Mount Seymour Parkway
- Niagara Parkway
- Ojibway Parkway
- Macdonald Parkway (Ottawa)
- Queen Elizabeth Driveway
- Thousand Islands Parkway